# 阿倫小鮋
阿倫小鮋是輻鰭魚綱鮋形目鮋亞目鮋科的其中一種，為亞熱帶海水魚，分布於東北大西洋亞速群島與地中海墨西拿海峽海域，體長可達11公分。棲息在岩石底層水域，生活習性不明。

## 扩展阅读
維基物種上的相關：阿倫小鮋